# Henri Marie Ducrotay de Blainville

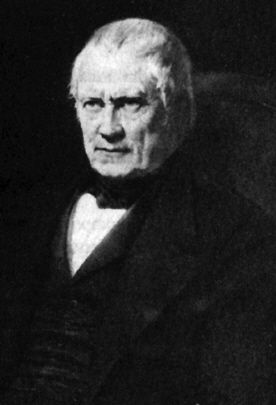
Henri Marie Ducrotay de Blainville

Henri Marie Ducrotay de Blainville (* 12. September 1777 in Arques-la-Bataille bei Dieppe; † 1. Mai 1850 in Paris) war ein französischer Zoologe und Anatom. Sein offizielles botanisches Autorenkürzel lautet „Blainv.“.

## Leben und Wirken
Blainville war Schüler der hauptsächlich von adligen Schülern besuchten, von Benediktinermönchen geleiteten Militärakademie von Beaumont-en-Auge (Calvados) und war für eine militärische Laufbahn bestimmt. Infolge der Revolution wurde die Schule aufgelöst, und Blainville kehrte zu seinen Eltern zurück. Um 1794 besuchte er die Zeichenschule von Rouen.
1796 zog er nach Paris, um dort Malerei zu studieren und trat in das Atelier des Historienmalers François-André Vincent ein. Als Besucher physikalischer Vorlesungen im Collège de France entdeckte er sein Interesse an der Naturwissenschaft und beschloss, Naturgeschichte zu studieren und Professor zu werden. Er war ein eifriger Besucher der Vorlesungen des Naturforschers Georges Cuvier, studierte Anatomie und promovierte 1806 zum Doktor der Medizin.
In der Folge beschäftigte er sich hauptsächlich mit Reptilien. Seine Forschungen auf diesem Gebiet erreichten die Aufmerksamkeit Cuviers, der ihn in sein Labor aufnahm. Zeitweise vertrat er diesen bei Vorlesungen am Collège de France und am Pariser Athénée. 1812 erhielt er nach einem Wettbewerb den Lehrstuhl für Anatomie und Zoologie der Pariser Faculté des sciences (Sorbonne), wobei ihn Cuvier tatkräftig unterstützte. Trotzdem entfremdeten sie sich im Laufe ihres Lebens stark voneinander, die Beziehung mündete sogar in eine offene Feindschaft: Cuvier zitierte Blainville nicht mehr in seinen Arbeiten, und Blainville ließ in Vorlesungen durchblicken, dass Cuviers Arbeiten so gut wie nichts wert seien.
1825 wurde de Blainville als Nachfolger des Bernard Germain Lacépède Mitglied der französischen Académie des sciences. Nach dem Tod Jean-Baptiste Lamarcks wurde dessen Lehrstuhl für Naturgeschichte am Muséum national d’histoire naturelle, der bislang die Zoologie aller Wirbellosen abdeckte, geteilt. De Blainville erhielt 1830 den Lehrstuhl für „Mollusken, Zoophyten und Würmer“.
Zwei Jahre später, nach dem Tod von Cuvier, erhielt er den Lehrstuhl für Vergleichende Anatomie, den er 18 Jahre lang behielt. Er stellte sich als würdiger Nachfolger seines großen Lehrers heraus. 1822 prägte er die Bezeichnung Paläontologie für die von Cuvier begründete Wissenschaft. Seinen Platz auf dem Lehrstuhl für Mollusken, Zoophyten und Würmer übernahm Achille Valenciennes (1794–1865).
De Blainville starb an den Folgen eines Schlaganfalls, als er gerade mit einem Zug der Chemin de Fer de Rouen Paris in Richtung Dieppe verlassen wollte. Seine letzte Ruhestätte fand er auf dem Friedhof Père-Lachaise (Division 54). 1854 hielt der Physiologe Marie-Jean-Pierre Flourens anlässlich der Jahresversammlung der Acadèmie des sciences eine beachtenswerte Eloge auf Ducrotay de Blainville.
In Deutschland ist er vor allem als der Benenner des „Kupferschiefe-Fisches“ Palaeoniscum freieslebeni  bekannt, eines der ältesten immer wieder abgebildeten Fossils.

## Ehrungen
1818 wurde er zum Mitglied der Deutschen Akademie der Naturforscher Leopoldina und 1819 der American Philosophical Society gewählt. Seit 1838 war er Mitglied der Académie royale de Bruxelles und seit 1841 korrespondierendes Mitglied der Akademie der Wissenschaften in Sankt Petersburg.
Der Blainville-Schnabelwal, den er 1817 beschrieb, wurde nach ihm benannt.

## Schriften
- Prodrome d’une nouvelle distribution du règne animal, 1816
- Sur les Ichthyolites, les Poisons Fossiles; Article extrait du Nouveau Dictionnaire d’Histoire Naturelle, vol. 28, Abel Lange, 91 pp., 1818
- Ostéographie ou description iconographique comparée du squelette et du système dentaire des mammifères récents et fossiles, 1839–1864 (unvollendet)
- Faune française, 1821–1830
- Cours de physiologie générale et comparée, professé à la Faculté des sciences de Paris, Vorlesungsnachschriften, hrsg. von Henry Hollard, 1833 (Gallica)
- Manuel de malacologie et de conchyliologie, 1825–1827 (Gallica)
- Manuel d’actinologie ou de zoophytologie, 1834 (Gallica)
- Histoire des sciences de l’organisation et de leurs progrès, comme base de la philosophie, Vorlesungsnachschriften, hrsg. von T. L. M. Maupied, 1845
- Sur les Principes de la zooclassie, ou de la Classification des animaux, 1847